# Монсальве, Мигель
Миге́ль А́нхель Монса́льве Гонса́лес (исп. Miguel Ángel Monsalve Gonzáles; родился 27 февраля 2004, Медельин) — колумбийский футболист, полузащитник клуба «Индепендьенте Медельин».

## Клубная карьера
Уроженец Медельина, Мигель является воспитанником местного клуба «Индепендьенте Медельин», за который выступал с четырёхлетнего возраста. В его основном составе дебютировал 15 октября 2020 года в матче колумбийской Примеры против «Хагуарес де Кордова».

## Карьера в сборной
С 2022 года выступал за сборную Колумбии до 20 лет.